# Sigewald

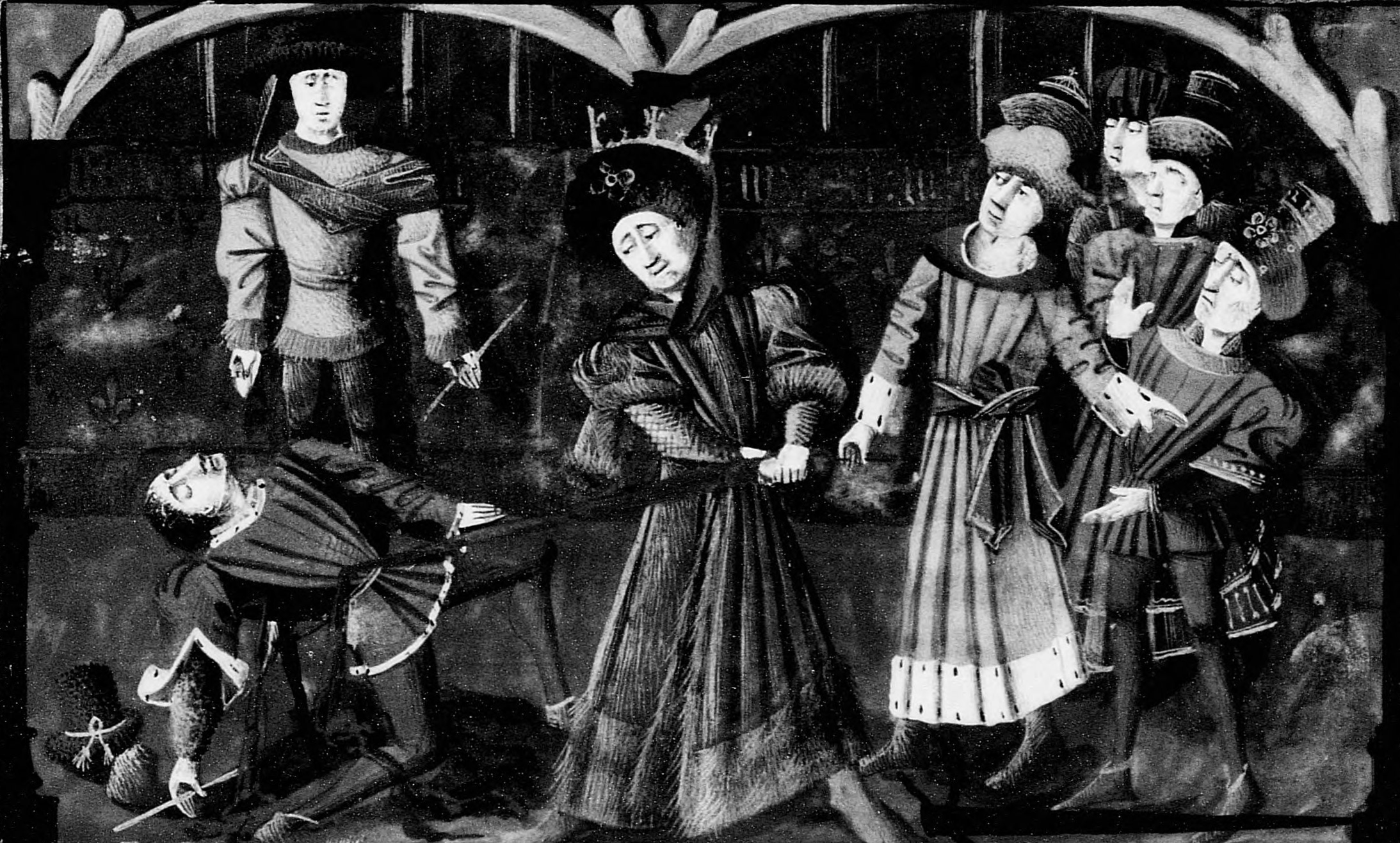
Assassinat de Sigewald, miniature issue des Grandes Chroniques de France, XVe siècle. BnF.

Sigewald ou Sigivald (+ vers 532-533), est un aristocrate franc, parent du roi Thierry - dont le lien de parenté exact n'est pas connu - et gouverneur de l'Auvergne vers 532-533.

## Biographie
Thierry a reçu, après la mort de Clovis en 511, le domaine de Metz ainsi que l'Auvergne. Vers 532, alors que s'achève la campagne de conquête de la Thuringe, le bruit court que Thierry y a trouvé la mort. Le sénateur Arcade, fils d'Apollinaire, et sa mère Placidina, en profitent pour faire passer l'Auvergne sous l'autorité de Childebert, roi de Paris et frère de Thierry, avec la complicité de Théodebert, son propre fils. A cette nouvelle, Thierry accourt pour reprendre possession de son domaine. L'Auvergne n'en est pas à sa première tentative de révolte contre le pouvoir franc, dont la noblesse gallo-romaine supporte difficilement la tutelle. Thierry fait ravager le pays, et confie le gouvernement de l'Auvergne à Sigivald. Le titre de "comte" est discuté par les historiens qui considèrent plutôt Sigivald, qualifié de dux par Grégoire de Tours, comme un gouverneur investi de l'autorité royale,,. Pour la première fois, l'Auvergne est administrée par un chef franc. Un an plus tard, Thierry fait assassiner Sigivald pour des raisons inconnues, et le fait remplacer par un autre chef franc, Beccon ou Begon, qualifié de "comte" par Grégoire de Tours, et dont le règne, tout aussi bref, prend fin à l'avènement de Théodebert. En succédant à son père, ce dernier revient à une politique de conciliation avec la noblesse gallo-romaine, et rétablit le comte Hortense. Il réintègre également à la cour son protégé et filleul Giwald, fils de Sigivald, que Thierry lui avait ordonné de mettre à mort.
D'après les sources, durant son règne éphémère en Auvergne, Sigivald réside dans une villa située sur l'actuelle commune de Vensat, au cœur d'un domaine personnel.